# 멜버른 크리켓 그라운드

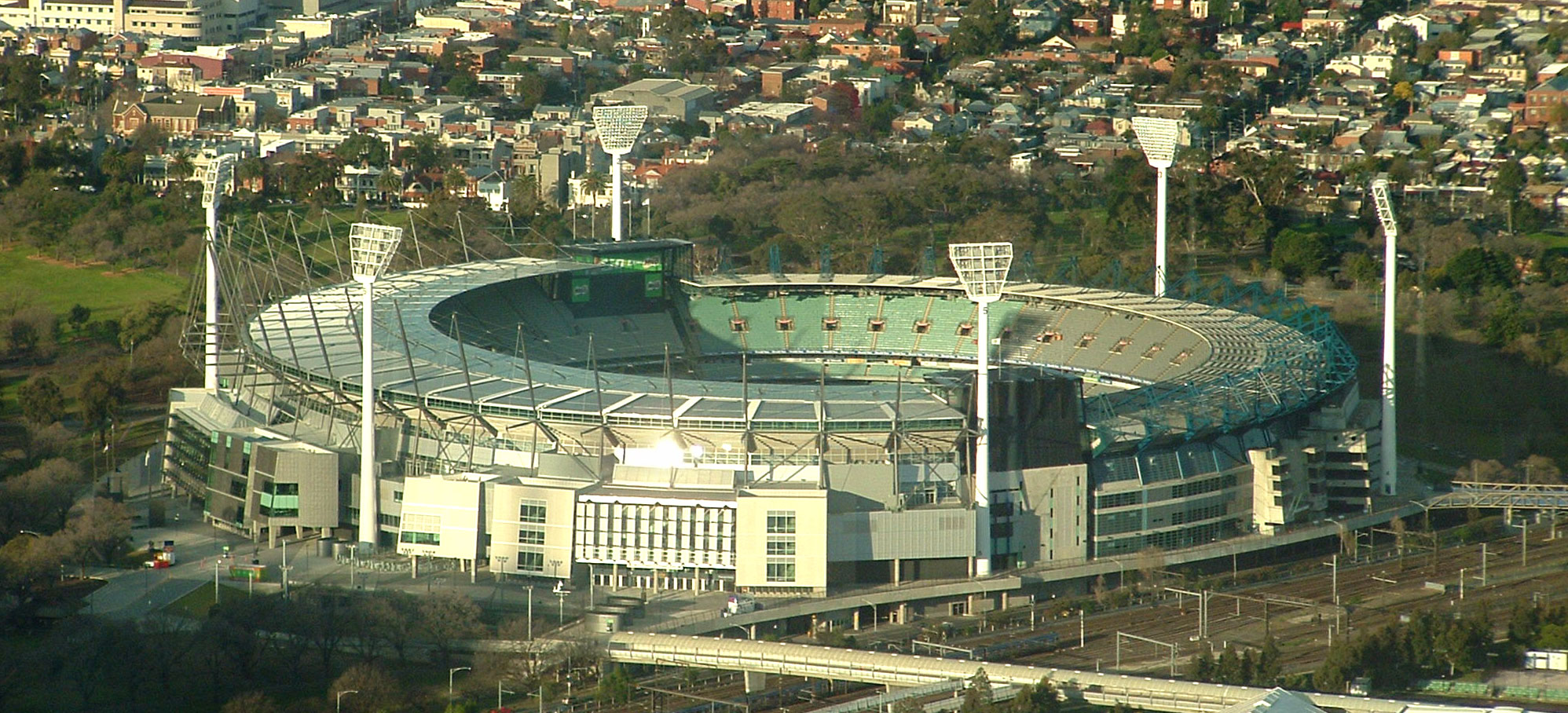
멜버른 크리켓 그라운드

멜버른 크리켓 그라운드(Melbourne Cricket Ground, MCG)는 오스트레일리아 빅토리아주 멜버른에 위치한 다목적 스포츠 경기장으로 수용인원은 100,024명이다. 현재 프로 크리켓팀인 빅토리안 부시레인저스와 프로 오스트레일리아 풋볼 리그인 AFL의 콜링우드 매그파이스, 멜버른 데몬스, 리치먼드 타이거스, 그리고 호손 호크스의 홈구장이다.

## 기록
- 오스트레일리아에서 가장 큰 경기장
- 전 세계에서 가장 높은 조명탑을 보유한 스포츠 경기장

## 교통
- 리치먼드(Richmond) 및 졸리몬트(Jolimont) 지하철역과 인접
- 멜버른 스포츠 및 오락 지구의 일부

## 수용 인원 기록
- 1959년 빌리 그레이엄 (130,000)
- 1970년 VFL 그랜드 파이널 (121,696)

## 기록

### 2002년 FIFA 월드컵 예선 대륙간 플레이오프

#### OFC vs CONMEBOL 대륙간 플레이오프
| 날짜             | 팀 1           | 스코어 | 팀 2     | 라운드 |
| ---------------- | -------------- | ------ | -------- | ------ |
| 2001년 11월 20일 | 오스트레일리아 | 1 - 0  | 우루과이 | 1차전  |

## 같이 보기
- 국립경기장 목록